# Marjorie Delassus
Marjorie Delassus (Bourg-Saint-Maurice, 26 de marzo de 1998) es una deportista francesa que compite en piragüismo en la modalidad de eslalon. Sus hermanos Anatole y Doriane compiten en el mismo deporte.
En los Juegos Europeos de Cracovia 2023 consiguió una medalla de oro en la prueba de K1 por equipos. Ganó cinco medallas en el Campeonato Europeo de Piragüismo en Eslalon entre los años 2020 y 2024.
Participó en dos Juegos Olímpicos de Verano, en los años 2020 y 2024, ocupando el cuarto lugar en Tokio 2020, en la prueba de C1 individual.

## Palmarés internacional
| Juegos Europeos    | Juegos Europeos                | Juegos Europeos   | Juegos Europeos |
| Año                | Lugar                          | Medalla           | Competición     |
| ------------------ | ------------------------------ | ----------------- | --------------- |
| 2023               | Cracovia (Polonia)             | Medalla de oro    | K1 por equipos  |
| Campeonato Europeo |                                |                   |                 |
| Año                | Lugar                          | Medalla           | Competición     |
| 2020               | Praga (República Checa)        | Medalla de plata  | K1 por equipos  |
| 2021               | Ivrea (Italia)                 | Medalla de bronce | C1 por equipos  |
| 2022               | Liptovský Mikuláš (Eslovaquia) | Medalla de plata  | C1 individual   |
| 2022               | Liptovský Mikuláš (Eslovaquia) | Medalla de plata  | C1 por equipos  |
| 2024               | Tacen (Eslovenia)              | Medalla de bronce | C1 individual   |